# Christian Gebara
Christian Mauad Gebara é um executivo brasileiro, atual Presidente (CEO) e membro do Conselho de Administração da Telefônica Brasil S.A., empresa que opera sob a marca Vivo. Desde que assumiu a liderança da companhia em janeiro de 2019, Gebara tem sido a força motriz por trás de uma profunda transformação estratégica, com o objetivo de evoluir a Vivo de uma operadora de telecomunicações tradicional para uma plataforma diversificada de tecnologia digital, ou tech company.
Sua gestão é marcada pela expansão de um ecossistema de serviços digitais em áreas como finanças, saúde e educação, ao mesmo tempo em que consolida a liderança da empresa em infraestrutura de fibra óptica e 5G. Além de seu papel na Vivo, Gebara exerce notável influência no setor de telecomunicações brasileiro, ocupando a presidência de importantes entidades setoriais como a Conexis Brasil Digital e a FEBRATEL. Sua trajetória é fundamentada em uma sólida formação acadêmica em instituições de renome global e em uma vasta experiência em finanças, consultoria estratégica e gestão de negócios em diferentes mercados.

## Biografia e Formação Acadêmica
Christian Gebara possui uma base educacional que combina o conhecimento do mercado brasileiro com uma perspectiva global de inovação. É graduado em Administração de Empresas pela Fundação Getúlio Vargas (FGV) de São Paulo, uma das mais prestigiadas escolas de negócios da América Latina.
Posteriormente, aprofundou seus estudos no exterior, obtendo um Master of Business Administration (MBA) pela Graduate School of Business da Universidade Stanford, nos Estados Unidos. A combinação de uma formação de ponta em negócios no Brasil com um MBA em Stanford, instituição localizada no coração do Vale do Silício e epicentro da inovação tecnológica, forneceu a Gebara uma perspectiva dual. Essa formação o capacitou a compreender as complexidades do ambiente de negócios brasileiro e, ao mesmo tempo, a adotar uma mentalidade estratégica focada em tecnologia e modelos de negócio disruptivos, uma característica que se tornaria central em sua liderança na Vivo.

## Carreira Profissional
A carreira de Gebara é caracterizada por uma progressão metódica, que abrangeu os setores financeiro e de consultoria antes de uma longa e multifacetada trajetória no Grupo Telefónica, onde foi preparado para assumir a liderança da operação brasileira.

### Início da Carreira
Antes de ingressar no setor de telecomunicações, Christian Gebara construiu uma base sólida nos mercados financeiro e de consultoria estratégica, onde desenvolveu suas competências analíticas e de gestão. Sua experiência profissional inicial inclui passagens por instituições financeiras de grande porte, como Citibank e Banco ABC Roma em São Paulo, e JP Morgan Chase em Nova Iorque.
Posteriormente, atuou na McKinsey & Company, uma das mais importantes consultorias estratégicas do mundo, trabalhando a partir da Espanha. Essa vivência em consultoria e finanças internacionais proporcionou-lhe um treinamento rigoroso em análise de mercado, reestruturação corporativa e desenvolvimento de estratégias de grande escala, habilidades que se mostrariam cruciais em seus futuros papéis na Telefónica.

### Trajetória na Telefónica (2006–2018)
A ascensão de Gebara no Grupo Telefónica foi o resultado de mais de uma década de experiência em diversas áreas e geografias, um percurso que lhe conferiu um domínio completo do negócio. Ele ingressou na companhia em junho de 2006 como Diretor de Qualidade e Processos na Telefónica España, em Madri, o que lhe deu uma visão operacional a partir da matriz do grupo.
Em 2008, assumiu a Diretoria de Estratégia e Regulação na TISA (Telefónica Internacional S.A.), um cargo que lhe permitiu desenvolver uma perspectiva global sobre as operações e os desafios regulatórios do grupo.
Seu retorno ao Brasil ocorreu em 2011, um momento estratégico para a empresa com a integração entre Telefónica e Vivo. Gebara foi nomeado Vice-Presidente de Estratégia e Novos Negócios, desempenhando um papel central na fusão e no realinhamento estratégico da nova companhia. Um ano depois, em 2012, assumiu a Vice-Presidência de Negócios Móveis, passando a ter responsabilidade direta sobre uma das principais fontes de receita da empresa.
Após a fusão com a GVT em 2015, um movimento decisivo para a expansão da empresa em banda larga fixa, sua responsabilidade foi novamente ampliada. Ele foi nomeado Chief Revenue Officer (CRO), responsável por todas as frentes de receita, e, em seguida, promovido a Chief Operating Officer (COO). Como COO, passou a supervisionar todas as áreas de negócio (B2C, B2B e atacado), operações (redes, TI e atendimento ao cliente) e as áreas de inovação e digital. Essa trajetória demonstra um plano de sucessão de longo prazo, no qual Gebara foi sistematicamente exposto a todas as facetas críticas do negócio — estratégia, operações, finanças e tecnologia — antes de ser nomeado para a presidência.

### Presidência da Telefônica Brasil (Vivo) (2019–Presente)
Christian Gebara assumiu o cargo de Presidente (CEO) da Telefônica Brasil em 1 de janeiro de 2019, sucedendo Eduardo Navarro de Carvalho. Simultaneamente, foi nomeado para o Conselho de Administração da companhia. A confiança em sua liderança e visão de longo prazo foi reforçada com a renovação de seu mandato como CEO até 2028.

### Visão Estratégica: A Transformação em "Tech Co"
A tese central da gestão de Gebara é a transformação da Vivo de uma provedora de conectividade em uma empresa de tecnologia digital. Ele articulou publicamente o objetivo de que o mercado de capitais passe a avaliar a Vivo não apenas como uma empresa de telecomunicações, mas como uma tech company, que historicamente alcança múltiplos de valorização mais elevados.
Essa estratégia, concebida no final de 2019 e acelerada pela pandemia, parte do princípio de que, embora a conectividade de alta qualidade continue sendo o negócio principal (core), a diversificação para serviços digitais é fundamental para garantir o crescimento sustentável a médio e longo prazo. Esses novos serviços oferecem modelos de negócio com características financeiras distintas, como menor exigência de capital intensivo (CAPEX) em comparação com a infraestrutura de rede.

### Ecossistema Digital e Novos Negócios
Para executar a visão de tech co, Gebara liderou a construção de um ecossistema digital que utiliza os principais ativos da Vivo — sua vasta base de clientes, marca consolidada e canais de distribuição — para oferecer novos serviços. As principais frentes são:  
- Serviços Financeiros: Lançamento do Vivo Money, um serviço de empréstimo pessoal que, no primeiro trimestre de 2023, já havia atingido uma carteira de R$ 239 milhões e gerado uma receita de R$ 94 milhões. A estratégia se baseia na vantagem competitiva que os dados de faturamento da Vivo oferecem para a análise de crédito. A empresa também explora o mercado de consórcios por meio de um investimento na startup Klubi, realizado pelo seu fundo de Corporate Venture Capital (CVC), o Vivo Ventures.[2]
- Saúde e Bem-Estar: Criação do Vida V, um marketplace de saúde que oferece acesso a telemedicina, consultas e exames com desconto. A iniciativa foi fortalecida com a aquisição da plataforma Vale Saúde Sempre.[10]
- Educação: Lançamento do Viva E, uma joint venture com o grupo Ânima Educação que disponibiliza cursos online e uma plataforma de empregabilidade. Gebara também liderou a iniciativa de trazer para o Brasil a Escola 42, uma renomada escola francesa de programação, para formar desenvolvedores e cientistas de dados.[10]
- Entretenimento: A Vivo se posicionou como um grande hub de distribuição de serviços de streaming, como Netflix, Disney+ e Spotify. Essa frente gerou R$ 101 milhões em receita no primeiro trimestre de 2023, a partir da venda de mais de 2,2 milhões de assinaturas.[2]
- Serviços B2B: Forte expansão da oferta de soluções digitais para o mercado corporativo, incluindo cibersegurança, Internet das Coisas (IoT) e computação em nuvem. O segmento B2B gerou R$ 813 milhões no primeiro trimestre de 2023, consolidando a Vivo como uma parceira de transformação digital para empresas.[11]

### Liderança em Infraestrutura: 5G e Fibra Óptica
Gebara defende que uma infraestrutura de rede robusta e de última geração é a base indispensável para sustentar o ecossistema digital. Sob sua liderança, os investimentos em 5G e fibra óptica foram priorizados:
- Estratégia 5G: A expansão da rede 5G é guiada por um princípio de "expansão racional", com foco na qualidade da experiência do cliente, em vez de uma corrida por número de antenas.[14] Gebara frequentemente destaca que o alto custo dos aparelhos compatíveis e a carga tributária são barreiras para a massificação da tecnologia no Brasil,[15] demonstrando uma visão pragmática dos desafios socioeconômicos do país. A empresa também se prepara para o futuro da tecnologia, com planos para o 5G Advanced (5.5G).[16]
- Expansão da Fibra Óptica: A Vivo tem executado uma agressiva expansão de sua rede de fibra até a casa do cliente (FTTH), com a meta de alcançar 29 milhões de domicílios passados (homes passed), o que a consolida como detentora da maior rede de fibra da América Latina. Essa expansão é viabilizada por uma estratégia dupla: investimentos diretos no estado de São Paulo e, nas demais regiões, por meio da FiBrasil, uma joint venture com o fundo canadense CDPQ.[17]

### Liderança e Reestruturação Organizacional
Em 2024, em paralelo à renovação de seu mandato, Gebara promoveu uma importante reestruturação organizacional. A mudança mais significativa foi a criação do cargo de Chief Operating Officer (COO), ocupado por Alex Salgado, com a missão de integrar de forma mais estreita as áreas de negócio, tecnologia e operações. Foram criadas cinco novas vice-presidências subordinadas ao COO, com o objetivo de dar mais agilidade e foco a áreas estratégicas como B2C, B2B, Inovação e Experiência do Cliente.
Essa reestruturação é a materialização organizacional da estratégia de tech co. Ao quebrar os silos tradicionais de uma operadora de telecomunicações e criar uma estrutura mais integrada e centrada no produto, Gebara alinha a organização da empresa à sua visão estratégica, preparando-a para executar com mais velocidade e eficiência a sua agenda de transformação digital.

## Participação em Conselhos e Entidades Setoriais
Além de sua liderança na Vivo, Christian Gebara desempenha um papel de grande destaque na representação e na formulação de políticas para o setor de telecomunicações no Brasil. Ele ocupa posições de presidência em várias das mais importantes associações setoriais, o que lhe confere uma voz influente no diálogo com reguladores, governo e sociedade. Essa concentração de cargos de liderança em um único executivo ilustra sua posição central na arquitetura do ambiente de negócios do setor.
| Entidade                 | Cargo(s)                                                       | Descrição da Entidade |
| ------------------------ | -------------------------------------------------------------- | --- |
| Telefônica Brasil S.A.   | Diretor-Presidente (CEO) e Membro do Conselho de Administração | Maior operadora de telecomunicações do Brasil.                                                                                 |
| Conexis Brasil Digital   | Presidente da Diretoria Estatutária                            | Sindicato Nacional das Empresas de Telefonia e de Serviço Móvel Celular e Pessoal, principal entidade representativa do setor. |
| FEBRATEL                 | Presidente do Conselho                                         | Federação Brasileira de Telecomunicações, entidade sindical de âmbito nacional.                                                |
| ACEL                     | Presidente do Conselho de Administração                        | Associação das Operadoras de Celular.                                                                                          |
| Telebrasil               | Vice-Presidente do Conselho de Administração                   | Associação Brasileira de Telecomunicações.                                                                                     |
| Fundação Telefônica Vivo | Presidente do Conselho Curador (cargo estatutário)             | Braço social da empresa, focado em educação e inovação social.                                                                 |
| B20 (Business 20)        | Copresidente da Força-Tarefa de Digitalização                  | Fórum de diálogo oficial do G20 com a comunidade empresarial global.                                                           |

Sua atuação no B20, o fórum empresarial do G20, como copresidente da força-tarefa de digitalização, eleva sua influência do âmbito nacional para o global, permitindo-lhe participar da formulação de recomendações de políticas públicas que podem impactar o cenário regulatório internacional e brasileiro.

## Posicionamentos Públicos e Visão de Setor
Christian Gebara é um porta-voz ativo das pautas estratégicas do setor de telecomunicações, defendendo publicamente posições claras sobre o futuro da economia digital.

### Debate "Fair Share"
Gebara é um dos principais defensores no Brasil do modelo de fair share (contribuição justa). Ele argumenta que as grandes empresas de tecnologia (Big Techs), que geram a maior parte do tráfego de dados nas redes com seus serviços de streaming e mídias sociais, devem contribuir financeiramente para os vultosos investimentos em expansão e manutenção da infraestrutura de telecomunicações. Ele posiciona essa proposta não como uma nova taxa, mas como uma parceria necessária para a sustentabilidade do ecossistema digital, comparando-a a um pedágio, onde os usuários mais intensivos da infraestrutura ajudam a financiá-la.

### Inclusão Digital e Desigualdade
O executivo aborda com frequência o que chama de paradoxo digital brasileiro: o país é um dos líderes mundiais em tempo de conexão diária, mas ao mesmo tempo apresenta profundas desigualdades em letramento digital. Para ele, a digitalização de serviços essenciais, como saúde e educação, é o caminho mais rápido para reduzir as desigualdades sociais, mas isso depende de políticas públicas coesas e de um esforço conjunto para garantir não apenas o acesso à conexão, mas também a capacidade de utilizá-la de forma produtiva.

### Reforma Tributária e Custo de Acesso
Gebara defende que os serviços de telecomunicações sejam tratados como essenciais na reforma tributária, o que poderia levar a uma redução da carga de impostos para o consumidor final. Ele aponta que os altos tributos sobre serviços e aparelhos são um dos principais entraves para a inclusão digital e para a adoção de novas tecnologias, como o 5G, pela população de baixa renda.

## Prêmios e Reconhecimentos
A gestão de Christian Gebara tem sido reconhecida por meio de prêmios individuais e corporativos, que validam suas estratégias focadas em inovação, liderança e sustentabilidade.

### Reconhecimento Individual
- Executivo de Valor (2024 e 2025): Concedido pelo jornal Valor Econômico na categoria "TI & Telecom". A premiação destaca líderes por critérios como inovação, gestão, versatilidade e promoção da diversidade e da responsabilidade socioambiental, pilares centrais da gestão de Gebara.[28][29]
- Lideranças Eco (Prêmio Eco Amcham 2024): Reconhecido na categoria que homenageia executivos por implementarem práticas de sustentabilidade que inspiram mudanças em suas organizações e no mercado.[30]

### Principais Prêmios Corporativos (Gestão Gebara)
- Liderança em ESG: Sob sua liderança, a Vivo consolidou-se como referência em sustentabilidade. A empresa foi reconhecida como a mais sustentável do Brasil pelo Índice de Sustentabilidade Empresarial (ISE) da B3 e integra importantes índices globais, como o FTSE Global Diversity & Inclusion Index, o MSCI ESG Leaders e o Bloomberg Gender-Equality Index.[31]
- Inovação e Impacto Global: Em 2023, a Vivo foi a única empresa brasileira a figurar na lista "Change the World" da revista Fortune,[32] pelo seu programa de reciclagem de eletrônicos, o Vivo Recicle. Também foi incluída entre as 100 empresas mais sustentáveis do mundo pela Corporate Knights.[33]
- Reputação e Atratividade de Talentos: A companhia foi destacada pelo monitor Merco como uma das empresas com melhor reputação corporativa e uma das mais atrativas para talentos no Brasil.[34][35]